# Virgin Atlantic GlobalFlyer

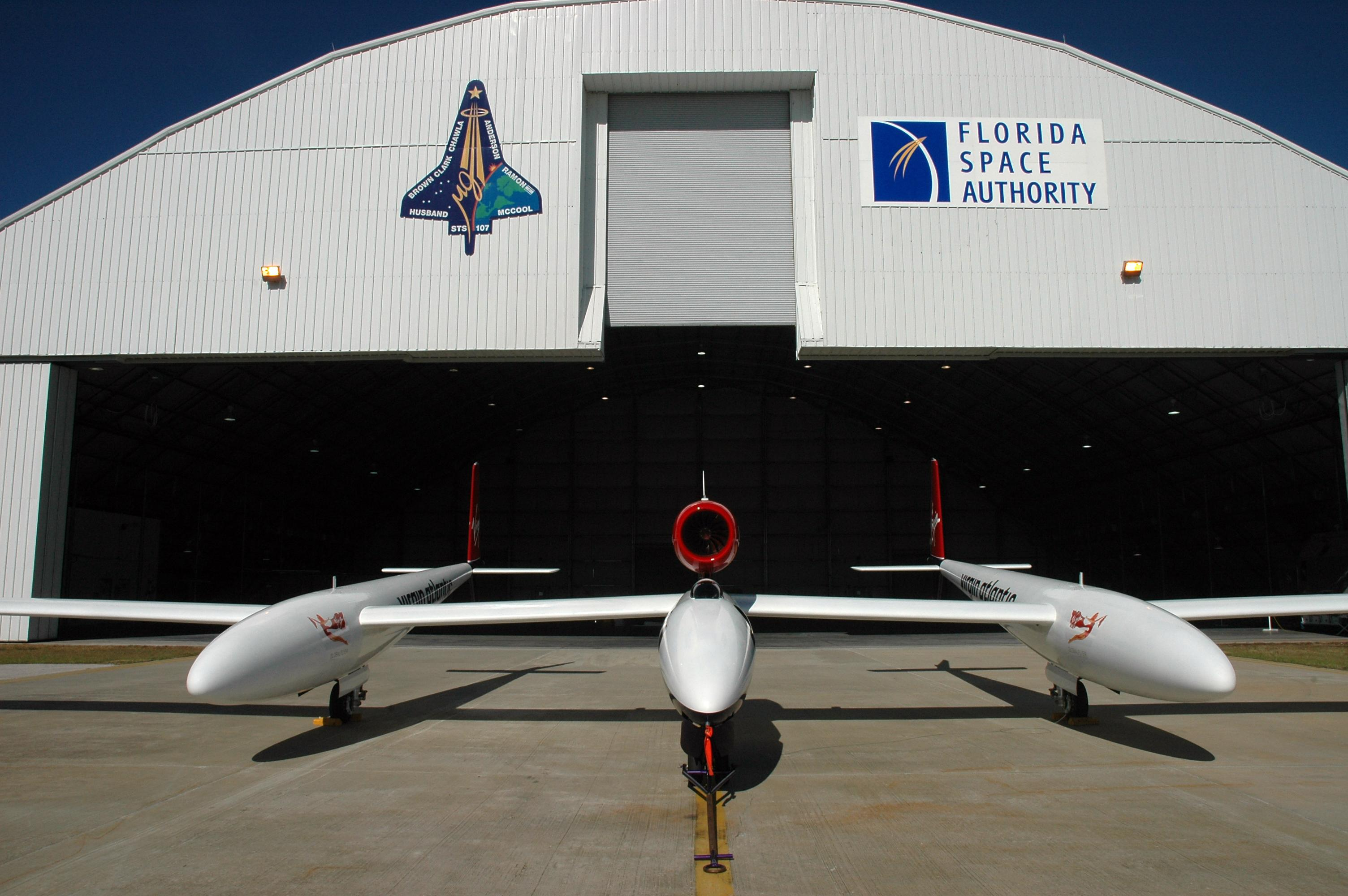
Virgin Atlantic GlobalFlyer am Kennedy Space Center

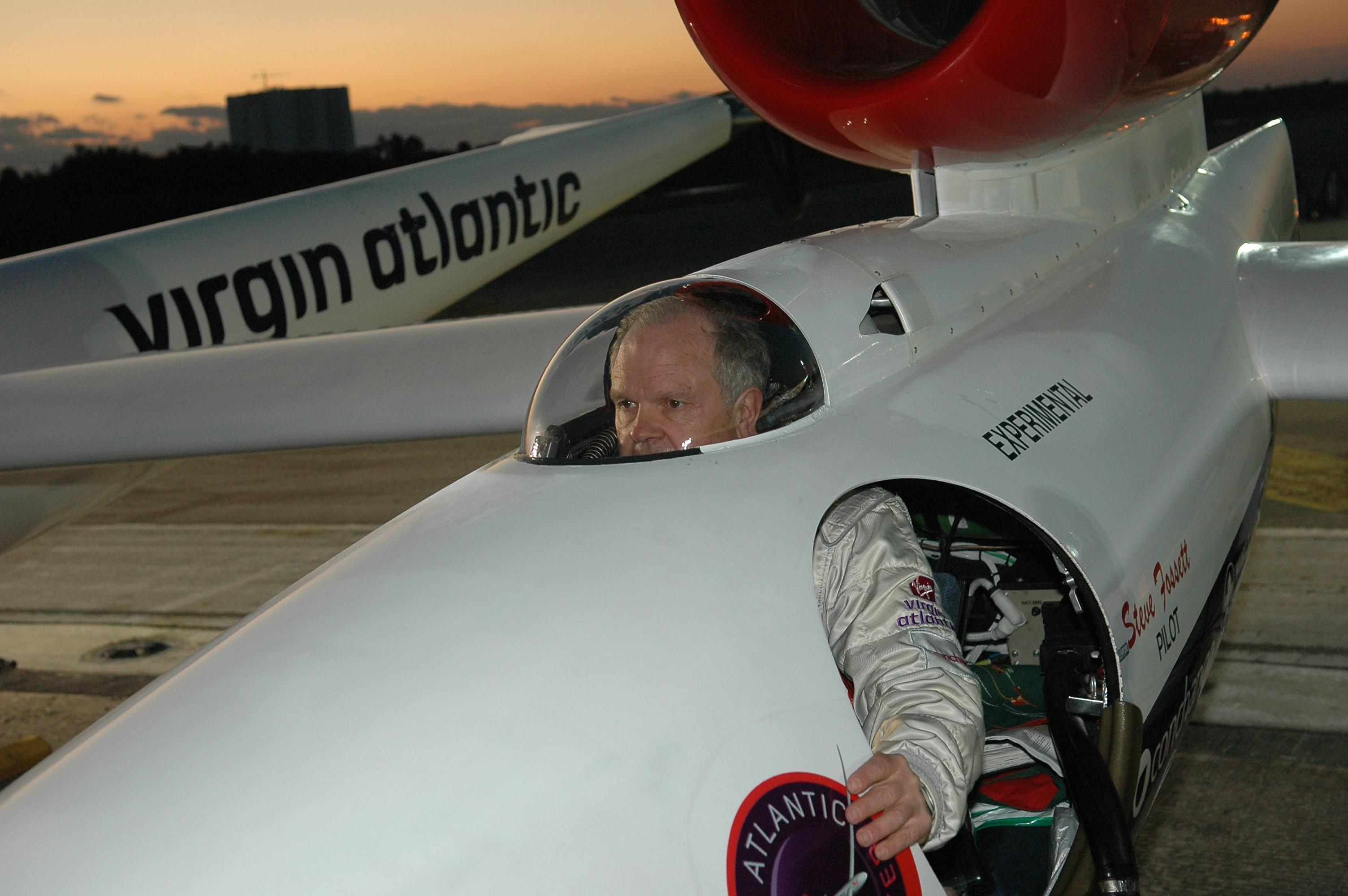
Steve Fossett im Cockpit des GlobalFlyers

Der GlobalFlyer (Scaled Composites Modell 311, Luftfahrzeugkennzeichen 'N277SF') ist ein im Auftrag von Steve Fossett gebautes Flugzeug der Firma Scaled Composites. Mit ihm startete er am 1. März 2005 um 0:45 UTC, um die Erde in einem Nonstop-Flug zu umrunden. Er landete am 3. März um 19:48 Uhr UTC wieder an seinem Startplatz in Salina/Kansas, nachdem er die Strecke von 36.898,04 km in 67 Stunden, zwei Minuten und 38 Sekunden bewältigt hatte. Auf diesem Flug wurden acht FAI-Rekorde aufgestellt.
Das Flugzeug wird von einem Williams International FJ44-3 ATW Turbofan-Strahltriebwerk mit einem Standschub von 10,2 kN angetrieben und hat nur ein enges Cockpit, das mit einem Autopiloten und einem Sauerstoffnotsystem ausgestattet ist. Die 13 Treibstofftanks fassen 10.200 Liter Kerosin und machen 83 % des Startgewichts aus. Um Masse zu sparen, wurde auch auf Ausstattungen wie z. B. ein Enteisungssystem für die Tragflächen verzichtet.
Ein weiterer Rekordflug mit Steve Fossett startete am 8. Februar 2006 um 07:22 Ortszeit vom Kennedy Space Center in Florida. Ziel war es, den eigenen Langstreckenrekord von 40.210 km zu überbieten. Dieser Rekordversuch endete erfolgreich nach 76 Stunden und 45 Minuten Flug mit einer Landung auf dem Flughafen Bournemouth in Südengland. Da der Treibstoffverbrauch zu Flugbeginn höher als geplant war, wurde der ursprünglich geplante Flughafen zwar nicht erreicht, mit 41.467,53 km jedoch trotzdem ein neuer Langstreckenrekord aufgestellt.

## Technische Daten
| Kenngröße             | Daten                   |
| --------------------- | ----------------------- |
| Besatzung             | 1                       |
| Länge                 | 13,44 m                 |
| Spannweite            | 34,75 m                 |
| Höhe                  | 4,04 m                  |
| Flügelfläche          | 37,16 m²                |
| Flügelstreckung       | 32,5                    |
| Gleitzahl             | 37                      |
| Leermasse             | 1.623 kg                |
| max. Startmasse       | 9.980 kg                |
| Reisegeschwindigkeit  | 483 km/h                |
| Höchstgeschwindigkeit | ca. 550 km/h            |
| Dienstgipfelhöhe      | 15.850 m                |
| Reichweite            | 37.000 km               |
| Treibstoff            | 10.200 Liter            |
| Triebwerke            | 1 × Williams FJ44-3 ATW |
| Schub                 | 10,2 kN                 |